# Аритон (Алабама)
Аритон (енгл. Ariton) град је у америчкој савезној држави Алабама. По попису становништва из 2010. у њему је живело 764 становника.

## Демографија
Према попису становништва из 2010. у граду је живело 764 становника, што је 8 (1,0%) становника мање него 2000. године.
| Група             | 2000.       | 2010.       |
| Белци             | 535 (69,3%) | 565 (74,0%) |
| Афроамериканци    | 226 (29,3%) | 147 (19,2%) |
| Азијати           | 0 (0,0%)    | 1 (0,1%)    |
| Хиспаноамериканци | 6 (0,8%)    | 46 (6,0%)   |
| Укупно            | 772         | 764         |